# Pîlhanî, Horohiv
Pîlhanî (în ucraineană Пильгани) este un sat în comuna Skrîhove din raionul Horohiv, regiunea Volînia, Ucraina.

## Demografie
Componența lingvistică a localității Pîlhanî
     Ucraineană (99,27%)
     Alte limbi (0,72%)
Conform recensământului din 2001, majoritatea populației localității Pîlhanî era vorbitoare de ucraineană (99,27%), existând în minoritate și vorbitori de alte limbi.